# Élection gouvernorale de 2022 dans l'État du Rio Grande do Sul
Une élection gouvernorale a lieu le 2 octobre 2022 dans l'État du Rio Grande do Sul au Brésil, afin d'élire le gouverneur de l'État pour un mandat de 4 ans. Cette élection a lieu en même temps que l'élection présidentielle et les élections parlementaires. 
L'ancien gouverneur, Eduardo Leite (PSDB), n'arrive qu'en deuxième position lors du premier tour, avec seulement 26,81% des voix, derrière l'ancien ministre Onyx Lorenzoni (PL), soutenu par Jair Bolsonaro, qui recueille 37,50% des suffrages. Aucun candidat, n'ayant recueilli la majorité absolue des suffrages, un second tour est organisé le 30 octobre pour départager Lorenzoni et Leite.